# Руокоярви (озеро, Суоярвский район)
Ру́окоя́рви (устар. Руоко-ярви; фин. Ruokojärvi) — озеро на территории Лоймольского сельского поселения Суоярвского района Республики Карелия.

## Общие сведения
Площадь озера — 1,1 км². Располагается на высоте 79 метров над уровнем моря. Котловина ледникового происхождения.
Форма озера лопастная, вытянутая с севера на юг. Берега каменисто-песчаные, местами заболочены.
Условно озеро можно разделить на четыре неравных части, разделённых очень узкими проливами. С западной стороны, в залив Катискалахти (фин. Katiskalahti), втекает ручей Кайвооя (фин. Kaivooja), берущий начало из озера Котаярви. На севере озеро заканчивается заболоченным заливом Руокоярвенпяя (фин. Ruokojärvenpää). С юго-восточной стороны центральной части озера вытекает короткая протока, соединяющая озеро Руокоярви с озером Кивиярви, в которое впадает река Умасоя.
Рыбы: щука, плотва, лещ, окунь.
В 1,7 км от южной оконечности озера проходит трасса Р21 («Сортавала»).
Код водного объекта в государственном водном реестре — 01040300211102000013971.
Название озера переводится с финского языка как «тростниковое озеро».